# Peninha (compositor)
Aroldo Alves Sobrinho (São Paulo, 17 de fevereiro de 1953), mais conhecido como Peninha, é um cantor, músico e compositor brasileiro.
Músicas compostas por ele já foram gravadas por cantores como Tim Maia, Caetano Veloso, Fábio Júnior, Daniel, Alexandre Pires, Rick & Renner, Roberta Miranda, Paulinho Moska, José Augusto e Renata Arruda, entre outros.

## Carreira
Peninha gravou o primeiro compacto pela RCA em 1972, aos 19 anos, mas seu primeiro grande sucesso foi "Sonhos" (1977), incluído na trilha da telenovela Sem Lenço, Sem Documento e com milhares de cópias vendidas. O arranjo foi do maestro Hugo Bellard. A canção "Sonhos" posteriormente foi interpretada por Caetano Veloso, Paulinho Moska e Elymar Santos e foi regravada também em outros idiomas.
Peninha foi ganhador de três Prêmios Sharp de Música como Melhor Disco (1991); Melhor Música Alma gêmea, gravada por Fabio Junior em 1995, e novamente Melhor Música Sozinho, gravado por Sandra Sá em 1997.
Através de Caetano, Peninha conseguiu outro sucesso em "Sozinho", que ao se tornar tema da telenovela da TV Globo Suave Veneno vendeu um milhão de cópias em 1999. A música já tinha sido gravada antes por Sandra de Sá e Tim Maia, e Caetano registrou-a no disco Prenda Minha.
Em 2001, depois de algum tempo sem gravar, Peninha lançou Coladinhos, produzido por Manoel Nenzinho Pinto. O trabalho possui 14 faixas, entre canções antigas e inéditas, incluindo "Um Milhão de Fantasias", "O Ritmo da Chuva", "Matemática" que foi regravada pelo cantor sertanejo  Daniel e "Quando Eu Amo É Assim".
Em 2011, sofreu ataque isquêmico durante um show em Santo André, na região do ABC paulista.

## Discografia
- 1972 - Ultimamente
- 1975 - Emoções
- 1976 - Mais Palavras
- 1977 - Peninha
- 1979 - Dia de Sol
- 1980 - Peninha
- 1980 - Todas as Auras
- 1980 - A Popularidade
- 1982 - Inventor de Canções
- 1985 - Último Beijo
- 1988 - Amo Você
- 1989 - Outra Onda
- 1999 - Me Agarre Forte
- 2001 - Coladinhos
- 2004 - Sonhos e Sucessos
- 2012 - Peninha - Ensaio (CD e DVD)